# Castillo de Mespelbrunn
El castillo de Mespelbrunn es un castillo rodeado de agua de finales de la Edad Media y principios del Renacimiento en el municipio bávaro de Mespelbrunn, entre Fráncfort y Wurzburgo, construido en un valle del Elsava (tributario menor del Meno), dentro del bosque de Spessart. Es una atracción turística popular y se ha convertido en un famoso punto de referencia de Spessart.

## Historia

### Orígenes
El primer precursor del castillo de Mespelbrunn fue una casa sencilla. El propietario era Hamann Echter, Vídamo de Aschaffenburg, un título que significa que era el representante del príncipe gobernante, el Arzobispo de Maguncia, Juan de Nassau-Wiesbaden-Idstein en el castillo y la ciudad de Aschaffenburg. El 1 de mayo de 1412, Johann dio el sitio, un claro de bosque junto a un estanque, a Echter, un caballero, que construyó una casa sin fortificaciones. Fue una recompensa por los servicios de Echter contra los checos. La familia Echter se origina en la región de Odenwald. Su nombre presumiblemente significa "der die Acht vollstreckt", el ejecutor del ostracismo. En el siglo XV el Spessart era un bosque virgen salvaje y sin explotar, utilizado como escondite por bandidos y husitas, que despojaron las regiones cercanas. Por lo tanto, en 1427 Hamann Echter, el hijo del primer propietario, comenzó a reconstruir la casa de su padre en un castillo fortificado con paredes, torres y un foso usando el lago cercano.

### Reconstrucción
Sólo el Bergfried, la torre redonda, se conserva desde el siglo XV. Las siguientes generaciones cambiaron las estructuras de defensa a una típica casa solariega, construida principalmente en estilo renacentista. El actual aspecto es fundamentalmente el resultado de la reconstrucción realizada entre 1551 y 1569 por Pedro Echter de Mespelbrunn y su esposa, Gertrudis de Adelsheim.
El miembro más famoso de la familia fue Julius Echter, Príncipe-obispo de Wurzburgo. Un destacado defensor de la Contrarreforma, fundó en 1576 el Juliusspital, un hospital en Wurzburgo, y refundó la Universidad de Wurzburgo en 1583.
Debido a su ubicación remota en un valle lateral del Elsava, rodeado de bosques, el castillo fue uno de los pocos en Franconia que se salvó de la destrucción en la Guerra de los Treinta Años.
En 1665 murió el último miembro masculino de la familia Echter. En 1648, María Ottilia, Echterin de Mespelbrunn, se había casado con Felipe Luis de Ingelheim, un miembro de una familia de barones, más tarde nombrados Condes de Ingelheim. Con permiso del emperador, se conservó el nombre de la familia Echter, ya que se les permitió fusionar sus nombres con condes de Ingelheim llamados Echter von und zu Mespelbrunn.
En 1875, se construyó una capilla del Renacimiento románico como lugar de enterramiento para la familia Ingelheim con vistas al valle de Elsava.

## Descripción

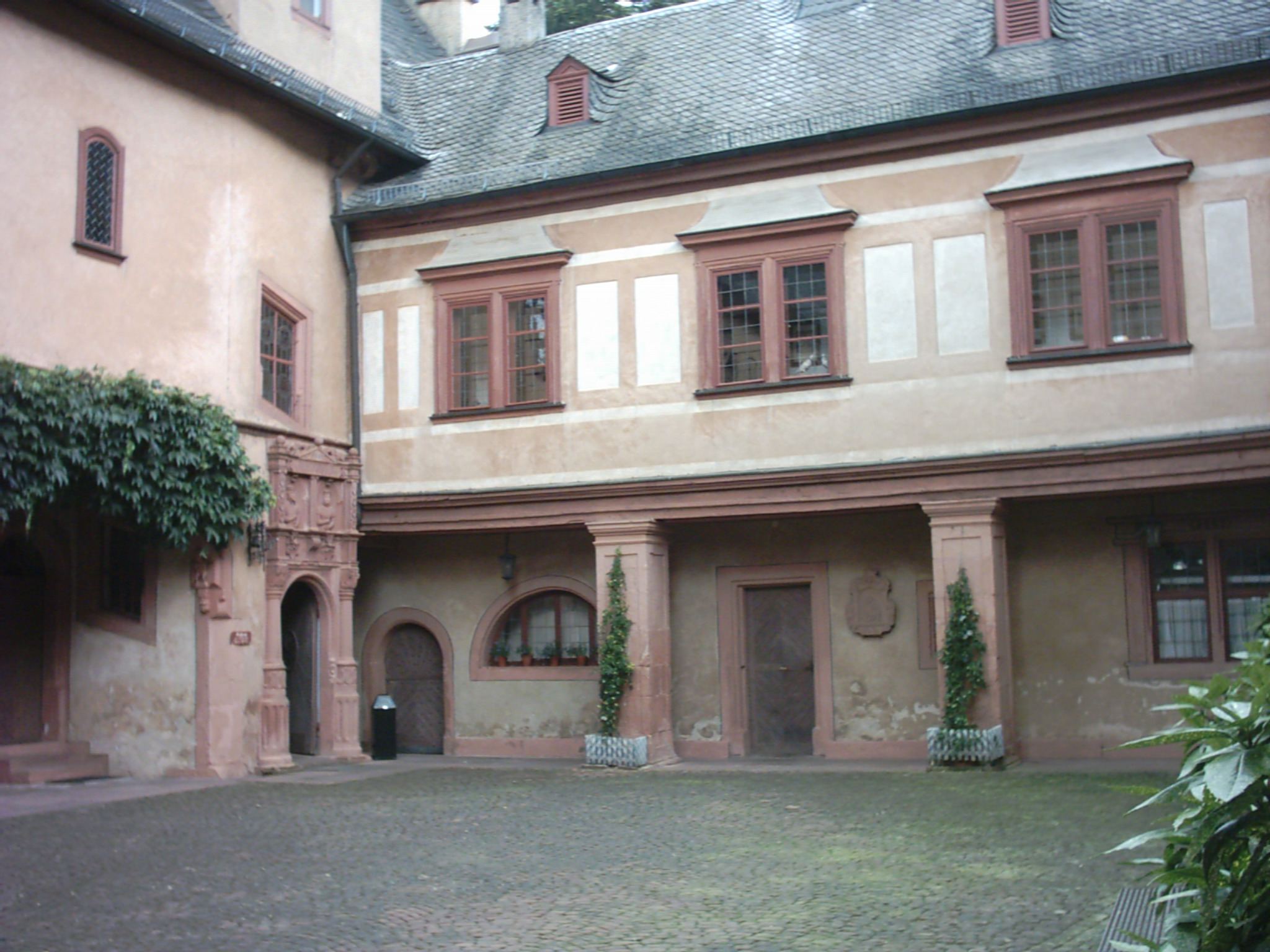
El lado sur del patio

El edificio principal del castillo de Mespelbrunn está construido sobre una base casi cuadrada en la orilla oriental de un lago. En los lados norte, oeste y sur, el patio está rodeado por dos casas de pisos. En la esquina noreste y suroeste, se añaden torres de altura similar a las casas. Estas están decoradas con frontones escalonados en el lado occidental. La entrada principal se halla en la parte izquierda del edificio sur. En el lado occidental, el patio está limitado por dos tránsitos enmarcados al agua y la torre principal en el centro, que supera el castillo.

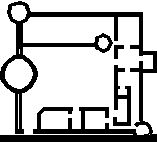
Vista en planta del castillo

## Hoy
En la década de 1930, las presiones económicas obligaron a la familia Ingelheim a abrir el lugar al público. Hoy en día, el castillo de Mespelbrunn todavía es propiedad de la familia de los condes de Ingelheim, que viven en el ala sur del castillo, después de haberse mudado de las habitaciones principales.

## En la cultura popular
En 1957, el castillo de Mespelbrunn fue uno de los lugares donde se rodó la película alemana Das Wirtshaus im SpessartDas Wirtshaus im Spessart (La posada de Spessart, 1958), basada en la novela de Wilhelm Hauff.